# مبوانا ساماتا
مبوانا علي ساماتا ((بالإنجليزية: Mbwana Samatta)‏؛ مواليد 7 يناير 1992) هو لاعب كرة قدم تنزاني يجيد اللعب كمهاجم لصالح نادي أنتويرب في الدوري البلجيكي الممتاز. سبق أن لعب مع نادي تي بي مازيمبي في الدوري الوطني الكونغولي.

## روابط خارجية
- مبوانا ساماتا على موقع الاتحاد الدولي (مؤرشف)  (الإنجليزية)
- مبوانا ساماتا على موقع الاتحاد الأوربي (الإنجليزية)
- مبوانا ساماتا على موقع قاعدة بيانات كرة القدم.إي يو (الإنجليزية)
- مبوانا ساماتا على موقع ليكيب (الفرنسية)
- مبوانا ساماتا على موقع ناشيونال فوتبول تيمز (الإنجليزية)
- مبوانا ساماتا على موقع Soccerbase.com (لاعب) (الإنجليزية)
- مبوانا ساماتا على موقع Soccerway.com (الإنجليزية)
- مبوانا ساماتا على موقع عالم كرة القدم.نت (الإنجليزية)
- مبوانا ساماتا على موقع كووورة
- مبوانا ساماتا على موقع AS.com (الإسبانية)